# Scott Bain
Scott Bain (Edimburgo, Escocia, Reino Unido, 22 de noviembre de 1991) es un futbolista escocés. Juega de guardameta y su equipo es el Falkirk F. C. de la Scottish Premiership. Es internacional absoluto por la selección de Escocia desde 2018.

## Trayectoria
Comenzó su carrera en clubes de la segunda a la cuarta categoría del fútbol escocés, y en la temporada 2014-15 fichó por el Dundee F. C. de la Scottish Premiership proveniente del Alloa Athletic. Tras cuatro temporadas en el club, y dos préstamos al Hibernian y al Celtic, fichó permanentemente por este último club en mayo de 2018. En este equipo estuvo siete años más, marchándose al final de la temporada 2024-25 al Falkirk F. C.

## Selección nacional
Disputó un encuentro con la selección sub-19 de Escocia en 2010.
Su primera citación a la selección de Escocia fue en junio de 2015 por el técnico Gordon Strachan tras la lesión de Allan McGregor. Debutó tres años después, el 2 de junio de 2018, en la derrota por la mínima ante México por un encuentro amistoso.

## Clubes
| Club                      | País    | Año           |
| ------------------------- | ------- | ------------- |
| Aberdeen F. C.            | Escocia | 2010-2011     |
| Elgin City F. C. (cedido) | Escocia | 2010-2011     |
| Alloa Athletic F. C.      | Escocia | 2011-2014     |
| Dundee F. C.              | Escocia | 2014-2018     |
| Hibernian F. C. (cedido)  | Escocia | 2018          |
| Celtic F. C. (cedido)     | Escocia | 2018          |
| Celtic F. C.              | Escocia | 2018-2025     |
| Falkirk F. C.             | Escocia | 2025-presente |

## Palmarés

### Títulos nacionales
| Título                                  | Club                 | País    | Año     |
| --------------------------------------- | -------------------- | ------- | ------- |
| Scottish Football League Third Division | Alloa Athletic F. C. | Escocia | 2011-12 |
| Scottish Premiership                    | Celtic F. C.         | Escocia | 2017-18 |
| Copa de Escocia                         | Celtic F. C.         | Escocia | 2017-18 |
| Copa de la Liga de Escocia              | Celtic F. C.         | Escocia | 2018-19 |
| Scottish Premiership                    | Celtic F. C.         | Escocia | 2018-19 |
| Copa de Escocia                         | Celtic F. C.         | Escocia | 2018-19 |
| Scottish Premiership                    | Celtic F. C.         | Escocia | 2019-20 |
| Copa de la Liga de Escocia              | Celtic F. C.         | Escocia | 2021-22 |
| Scottish Premiership                    | Celtic F. C.         | Escocia | 2021-22 |
| Copa de la Liga de Escocia              | Celtic F. C.         | Escocia | 2022-23 |
| Scottish Premiership                    | Celtic F. C.         | Escocia | 2022-23 |
| Copa de Escocia                         | Celtic F. C.         | Escocia | 2022-23 |
| Scottish Premiership                    | Celtic F. C.         | Escocia | 2023-24 |
| Copa de Escocia                         | Celtic F. C.         | Escocia | 2023-24 |
| Copa de la Liga de Escocia              | Celtic F. C.         | Escocia | 2024-25 |
| Scottish Premiership                    | Celtic F. C.         | Escocia | 2024-25 |